# 夏洛特·弗蕾德里克 (梅克倫堡-施威林)
夏洛特·弗蕾德里克（德語：Charlotte Friederike，1784年12月4日—1840年7月13日），丹麥國王克里斯蒂安八世即位前的妻子，梅克倫堡-施威林大公腓特烈·法蘭茲一世的女兒。
1806年，夏洛特·弗蕾德里克與克里斯蒂安結婚，兩人的獨子弗雷德里克於兩年後出生。然而兩人的婚姻生活並不愉快；在夏洛特·弗蕾德里克與瑞士音樂家愛德華·杜·普伊傳出緋聞後，兩人隨即離婚。
1840年，夏洛特·弗蕾德里克於羅馬去世，享年55歲。